# ملعب روت دو لوريان
‘‘‘ ستاد دو لا روت دو لوريان ‘‘‘ هو الملعب كرة قدم في فرنسا. افتتح بتاريخ 15 ستمبر 1912 . يقع في فرنسا شارع 111 دي لوريان غرب ووسط رين.